# Grand-Rosière
Grand-Rosière is een dorp in de Belgische provincie Waals-Brabant. Samen met het gehucht Hottomont vormt het Grand-Rosière-Hottomont, een deelgemeente van Ramillies. Het centrum van Grand-Rosière ligt in het noorden van de deelgemeente, het gehucht Hottomont sluit hier in het zuiden op aan. Net ten noorden van Grand-Rosière ligt het dorp Petit-Rosière

## Geschiedenis
Op de Ferrariskaart uit de jaren 1770 staat het dorp weergeven als Grand Rosiere, waarlangs de steenweg van Leuven naar Namen, aangelegd rond 1754, loopt.
Op het eind van het ancien régime werd Grand-Rosière een gemeente, maar deze werd in 1822 opgeheven en samengevoegd met de gemeente Hottomont tot Grand-Rosière-Hottomont. De kerk van Hottomont werd gesloten en Hottomont werd veeleer een gehucht van Grand-Rosière.

## Bezienswaardigheden
- De Onze-Lieve-Vrouwekerk (Église Notre-Dame) is een classicistisch kerkgebouw van 1760. Het transept werd in 1869 toegevoegd. De onderbouw van de toren is in Gobertangesteen en is mogelijk romaans.
- Zie ook: Hottomont

## Natuur en landschap
Grand-Rosière heeft aan de kerk een hoogte van 137 meter.

## Verkeer en vervoer
Door Grand-Rosière loopt de N91 tussen Leuven en Namen.

## Nabijgelegen kernen
Petit-Rosière, Noville-sur-Mehaigne, Perwijs
Deelgemeenten: Autre-Église · Bomal · Geest-Gérompont-Petit-Rosière · Grand-Rosière-Hottomont · Huppaye · Mont-Saint-André · Ramillies-Offus

Overige dorpen en gehuchten: Geest-Gérompont · Gérompont · Grand-Rosière · Hédenge · Hottomont · Molembais-Saint-Pierre · Offus · Petit-Rosière

Belgische gemeenten · Arrondissement Nijvel · Waals-Brabant · Wallonië